# Europaspiele 2023/Teilnehmer (Georgien)
| Gelbes Symbol für Goldmedaillen mit stilisierten Olympischen Ringen | Graues Symbol für Silbermedaillen mit stilisierten Olympischen Ringen | Braundes Symbol für Bronzemedaillen mit stilisierten Olympischen Ringen |
| ------------------------------------------------------------------- | --------------------------------------------------------------------- | ----------------------------------------------------------------------- |
| 4                                                                   | 2                                                                     | 3                                                                       |

Georgien nahm mit 102 Athleten an den Europaspielen 2023 in Krakau teil.

## Teilnehmer nach Sportarten

### Bogenschießen
- Ziko Pukaradse

### Boxen
- Sachil Alachwerdowi
- Nikolos Begadse
- Artyush Gomtsyan
- Lasha Guruli
- Ana Khunjua
- Georgi Kuschitaschwili
- Eskerchan Madiew
- Artjom Jordanjan

### Fechten
- Ansor Albrecht
- Wachtang Archwadse
- Beka Basadse
- Sandro Basadse
- Pawel Borontow
- Luka Gaganidse
- Lascha Galuaschwili
- Maja Guchmasowa
- Georgi Jawachischwili
- Lika Jijeischwili
- Goga Kakauridse
- Arina Kornejewa
- Alexandra Kuwajewa
- Tamila Muridowa
- Anastassija Spas
- Archil Ugulawa

### Judo
- Eter Askilaschwili
- Lascha Bekauri
- Beka Ghwiniaschwili
- Eteri Liparteliani
- Luka Maisuradse
- Lascha Schawdatuaschwili
- Sopio Somchischwili
- Georgi Teraschwili
- Guram Tuschischwili
- Gela Saalischwili

### Kanu

#### Kanurennsport
- Gia Gabedawa
- Badri Kawelaschwili
- Mariam Kerdikaschwili
- Zaza Nadiradse
- Malchas Tschintscharaschwili

### Karate

#### Kumite
- Gogita Arkania
- Chwitscha Kiparoidse

### Kickboxen
- Surab Iwaniadse
- Lika Ketschagmadse
- Emil Chalilowi
- Luka Schonija

### Leichtathletik
| Team     | Wettbewerb  | Wettbewerb | Punkte | Punkte | Punkte | Punkte | Punkte | Punkte | Punkte     | Punkte    | Punkte    | Punkte      | Punkte           | Punkte      | Punkte    | Punkte     | Punkte     | Punkte         | Punkte     | Punkte     | Punkte     | Punkte | Rang |
| Team     | Wettbewerb  | Wettbewerb | 100 m  | 200 m  | 400 m  | 800 m  | 1500 m | 5000 m | 110 m Hü.* | 400 m Hü. | 4 × 100 m | 4 × 400 m** | 3000 m Hindernis | Kugelstoßen | Speerwurf | Hammerwurf | Diskuswurf | Stabhochsprung | Hochsprung | Dreisprung | Weitsprung | Gesamt | Rang |
| -------- | ----------- | ---------- | ------ | ------ | ------ | ------ | ------ | ------ | ---------- | --------- | --------- | ----------- | ---------------- | ----------- | --------- | ---------- | ---------- | -------------- | ---------- | ---------- | ---------- | ------ | ---- |
| Georgien | 3. Division | Männer     | 12     | 14     | 3      | 7      | 7      | 8      | 7          | 5         | 10        | 7           | 9                | 12          | 12        | 14         | 13         | 9              | 9          | 13         | 12         | 290    | 6    |
| Georgien | 3. Division | Frauen     | 4      | 8      | 4      | 5      | 3      | 2      | 4          | 7         | 7         | 7           | 6                | 15          | 4         | 11         | 8          | —              | 9          | 7          | 3          | 290    | 6    |

* Die Frauen traten über 100 m Hürden, statt 110 m Hürden an.
** Die 4 × 400 m waren ein Mixed-Wettkampf.

#### Einzelresultate
| Wettbewerb       | Männer                                                       | Männer          | Männer | Männer      | Frauen                                                                | Frauen          | Frauen         | Frauen         |
| Wettbewerb       | Athlet                                                       | Ergebnis        | Rang   | Gesamt Rang | Athletin                                                              | Ergebnis        | Rang           | Gesamt Rang    |
| ---------------- | ------------------------------------------------------------ | --------------- | ------ | ----------- | --------------------------------------------------------------------- | --------------- | -------------- | -------------- |
| 100 m            | Mindia Endeladse                                             | 10,56 s PB      | 04     | 26          | Lika Chartschilawa                                                    | 12,55 s SB      | 12             | 44             |
| 200 m            | Mindia Endeladse                                             | 20,98 s PB      | 02     | 15          | Ani Mamazaschwili                                                     | 24,89 s PB      | 08             | 39             |
| 400 m            | Luka Kupunia                                                 | 50,59 s SB      | 13     | 45          | Ana Sochadse                                                          | 58,94 s =PB     | 12             | 43             |
| 800 m            | Temur Mamedow                                                | 1:57,19 min SB  | 09     | 41          | Gaiane Ustian                                                         | 2:23,17 min SB  | 11             | 43             |
| 1500 m           | Temur Mamedow                                                | 4:13,37 min SB  | 09     | 41          | Gaiane Ustian                                                         | 5:03,51 min SB  | 13             | 44             |
| 5000 m           | Dawit Charasischwili                                         | 15:00,69 min SB | 08     | 37          | Assia Tscharuchtschian                                                | 22:03,81 min SB | 14             | 46             |
| 110/100 m Hürden | Saba Soselia                                                 | 17,02 s PB      | 09     | 40          | Ana Sochadse                                                          | 19,08 s SB      | 12             | 42             |
| 400 m Hürden     | Luka Kupunia                                                 | 57,08 s SB      | 11     | 40          | Ana Sochadse                                                          | 1:06,84 min SB  | 09             | 39             |
| 3000 m Hindernis | Giorgi Lomidse                                               | 9:54,95 min PB  | 07     | 37          | Assia Tscharuchtschian                                                | 13:37,51 min SB | 10             | 40             |
| 4 × 100 m        | Luka Kupunia Mindia Endeladse Batschana Chorawa Saba Soselia | 42,19 s SB      | 06     | 32          | Ani Mamazaschwili Natalia Grigorjan Bela Tschkadua Lika Chartschilawa | 50,88 s SB      | 09             | 31             |
| Kugelstoßen      | Giorgi Mudscharidse                                          | 18,94 m         | 04     | 21          | Sopo Schatirischwili                                                  | 15,86 m =SB     | 01             | 13             |
| Speerwurf        | Irakli Schorscholiani                                        | 61,25 m SB      | 04     | 35          | Bela Tschkadua                                                        | 21,99 m PB      | 12             | 44             |
| Hammerwurf       | Goga Tschichwaria                                            | 62,81 m SB      | 02     | 27          | Nino Zikwadse                                                         | 53,52 m SB      | 05             | 33             |
| Diskuswurf       | Temuri Abulaschwili                                          | 54,98 m SB      | 03     | 26          | Nino Zikwadse                                                         | 30,75 m SB      | 08             | 40             |
| Stabhochsprung   | Lascha Karkusaschwili                                        | 3,70 m SB       | 07     | 36          | Keine Athletin                                                        | Keine Athletin  | Keine Athletin | Keine Athletin |
| Hochsprung       | Saba Soselia                                                 | 1,70 m SB       | 07     | 39          | Bela Tschkadua                                                        | 1,60 m PB       | 07             | 39             |
| Dreisprung       | Lascha Gulelauri                                             | 15,91 m SB      | 03     | 11          | Natalia Grigorjan                                                     | 11,01 m SB      | 09             | 39             |
| Weitsprung       | Batschana Chorawa                                            | 7,35 m          | 04     | 26          | Natalia Grigorjan                                                     | 4,69 m SB       | 13             | 44             |

| Wettbewerb | Mixed                                                        | Mixed          | Mixed | Mixed       |
| Wettbewerb | Athleten                                                     | Ergebnis       | Rang  | Gesamt Rang |
| ---------- | ------------------------------------------------------------ | -------------- | ----- | ----------- |
| 4 × 400 m  | Luka Kupunia Ani Mamasaschwili Mindia Endeladse Ana Sochadse | 3:36,62 min SB | 9     | 41          |

### Moderner Fünfkampf
- Gaga Chijakadse
- Kristina Tschitadse
- Giorgi Tskhadadze

### Muay Thai
- Giorgi Klein
- Elene Loladse
- Slawa Margischwili

### 7er-Rugby
- Sergi Chkhaidze
- Beka Gelkhvidze
- Giorgi Jobava
- Gaga Kevkhishvili
- Lascha Lomidse
- Romani Makhatadze
- Ioseb Matiashvili
- Giorgi Pruidze
- Nikoloz Rekhvaishvili
- Luka Sakhelashavili
- Luka Sauhelashvili
- Anzor Sichinava
- Irakli Simsive
- Giorgi Tchuadze

### Schießen
- Lewan Kadagidse
- Lizi Kiladse
- Tsotne Machavariani
- Kako Mosulischwili
- Mariami Prodiaschwili
- Nino Salukwadse
- Jaroslaw Starzew

### Taekwondo
- Surab Kinzuraschwili

### Tischtennis
- Ana Nikoiani

### Wasserspringen
- Sandro Melikidse
- Tornike Onikaschwili
- Irakli Sakandelidse